# Aloe neosteudneri
Aloe neosteudneri là một loài thực vật có hoa trong họ Măng tây. Loài này được Lavranos & T.A.McCoy mô tả khoa học đầu tiên năm 2007.